# Sergiusz (Pietrow, metropolita odeski)
Sergiusz, imię świeckie Siergiej Wasiljewicz Pietrow (ur. 5 października 1924 w Krasnodarze, zm. 4 lutego 1990 w Odessie) – rosyjski biskup prawosławny.

## Życiorys
Pochodził z rodziny robotniczej. W 1942 ukończył naukę w szkole średniej. 16 kwietnia 1943 biskup taganroski Józef wyświęcił go na diakona po wcześniejszym przyjęciu od niego wieczystych ślubów zakonnych, następnie skierował go do pracy duszpasterskiej w soborze św. Katarzyny w Krasnodarze. W 1947 ukończył naukę w moskiewskim seminarium duchownym i rozpoczął wyższe studia teologiczne w Moskiewskiej Akademii Duchownej, które w 1951 ukończył z tytułem naukowym kandydata nauk teologicznych. 24 czerwca 1951 biskup możajski Makary wyświęcił go na kapłana i skierował do pracy w seminarium duchownym w Saratowie. Od 1952 hieromnich Sergiusz służył w soborze Zmartwychwstania Pańskiego w Jelcu; od 1954 do 1958 był proboszczem działającej przy nim parafii. Od 7 lipca 1958 był inspektorem seminarium duchownego w Odessie z godnością igumena. 26 maja otrzymał godność archimandryty i objął stanowisko rektora tegoż seminarium.
13 marca 1960 miała miejsce jego chirotonia na biskupa biełgorodzkiego, wikariusza eparchii odeskiej, w której jako konsekratorzy udział wzięli metropolita odeski i chersoński Borys, biskup orenburski i buzułucki Michał, biskup staro-ruski i nowogrodzki Sergiusz oraz biskup dmitrowski Pimen. Od 16 marca 1961 był biskupem woroneskim i lipieckim. 9 października 1963 przeniesiony na katedrę mińską i białoruską, zaś w 1965 – chersońską i odeską. Od 1969 nosił tytuł naukowy magistra teologii. W 1971 podniesiono go do godności metropolity, zaś w 1976 jego tytuł uległ zmianie na odeski i chersoński. W raporcie Urzędu ds. Wyznań z 1973, dzielącym hierarchów Rosyjskiego Kościoła Prawosławnego na całkowicie lojalnych wobec władz państwowych, lojalnych, lecz starających się umacniać struktury kościelne oraz niepewnych, został zaliczony do pierwszej grupy.
Uczestniczył w międzynarodowym i międzykościelnym ruchu na rzecz pokoju oraz w ruchu ekumenicznym. Od 1986 do 1987 zasiadał w Świętym Synodzie Rosyjskiego Kościoła Prawosławnego. Zmarł w 1990.